# Monster Shark
Monster Shark, alternativer Fernsehtitel Der Monsterhai, ist ein italienisch-französischer Tierhorrorfilm von Lamberto Bava aus dem Jahr 1984.

## Handlung
Vor der Küste Floridas wird die Leiche eines Mannes geborgen, dem ein Wesen beide Beine abgebissen hat. Der Pathologe steht vor einem Rätsel, ähneln die Bissspuren zwar denen eines Hais, doch sind sie viel größer. Später bemerkt Forscherin Dr. Stella Dickens, dass die von ihr betreuten Delfine plötzlich unruhig werden. Im Meer hört ihr Assistent Dr. Bob Warner auf der Seaquarium zur selben Zeit ein ungewöhnliches Geräusch, das auf ein ihm unbekanntes Meerestier hinweist, das kurz darauf das Forschungsschiff rammt. Die Instrumente an Bord spielen verrückt, nehmen das Geräusch, das Bob später als „Ton voller Hass“ umschreibt, jedoch nicht auf. Stella wendet sich an ihren Bekannten Peter, der auf Messgeräte für die Forschung spezialisiert ist. Obwohl er eigentlich in New York Urlaub machen will, bleibt er und baut für Stella und Bob eine spezielle Messeinheit. Seine Freundin Sandra reagiert milde eifersüchtig auf die schöne Stella.
Im Forschungsinstitut West Ocean International erforschen die Mitarbeiter unter Prof. Donald West die Genetik von Tieren. Wests Frau Sonja hat eine Affäre mit dem ehrgeizigen Mitarbeiter Dr. Davis Barker. Auch die junge Florinda gehört zum Team. Als sie ankündigt, nicht mehr mitspielen zu wollen und alles an die Presse zu verraten, wird sie durch den zwielichtigen John Miller ermordet. Dies ruft Sheriff Gordon auf den Plan, der bereits mit dem Fall des Haiangriffstoten genug zu tun hat. Miller bricht kurze Zeit später im Auftrag in Peters Laden ein und zerstört die für Stella gebaute Messeinheit.
Einige Zeit später werden zwei Taucher vom Wesen der Tiefe angegriffen, wobei einer der Männer zwar überlebt, jedoch im Krankenhaus verstirbt, bevor er Gordon gegenüber eine Aussage machen kann. Eine Rekonstruktion des Gebisses des Wesens lässt auf riesige Zähne schließen. Stella, Bob, Peter und Sandra gelingt es unterdessen, mit Peters Messeinheit die Geräusche des Wesens aufzunehmen. Sie spielen sie Prof. West vor, dessen Computer nichts zum Wesen aussagen kann. Bob nimmt Kontakt zur Paläontologin Dr. Janes Bates auf, die im Wesen ein lebendes Fossil vermutet, das möglicherweise ein Vorfahre der Haie ist. Bob plant, es lebend zu fangen. Er fährt mit Stella, Sandra und Peter aufs Meer hinaus und setzt Bojen mit Sendern aus. Eine der Bojen funktioniert nicht. Während Peter und Stella losfahren, um nach der Boje zu schauen, greift das Wesen die Seaquarium an und zieht Bob mit sich in die Tiefe. Janet kann sich gegen das Wesen wehren. Die Filmaufnahmen zeigen, dass es sich bei dem Tier um einen Hai mit Greifarmen handelt, der nicht nur sehr groß, sondern auch sehr schnell ist. Eine Untersuchung von Gewebeproben ergibt jedoch ein sehr junges Alter der Zellen. Prof. West schlussfolgert, dass das Tier sich bei Verletzungen selbst reproduzieren kann. Dies macht es schwer, es zu töten.
Miller tötet unterdessen im Auftrag weitere Beteiligte, darunter auch Sandra. Als Jane, Stella und Peter erneut auf der Suche nach dem Monster sind, entert Miller die Seaquarium und erschießt Jane. Beim Versuch, auch Stella und Peter umzubringen, wird er vom Monster überrascht, das ihn tötet. Prof. West findet unterdessen im West Ocean International heraus, dass das Wesen das Ergebnis eines Gen-Experiments ist, das sein Mitarbeiter Dr. Davis Barker heimlich durchgeführt hat. Das Monster mit dem Aussehen eines Kraken und der Intelligenz eines Delfins ist ein Prototyp, der darauf programmiert ist, ein bestimmtes Meeresgebiet zu kontrollieren. Davis verlor einige Monate nach Erschaffung des Wesens die Kontrolle über es. Bevor Davis Prof. West töten kann, wird er von Sheriff Gordon erschossen. Peter hat die Idee, das Monster durch Feuer zu zerstören. Er programmiert die Tonaufnahmen des Wesens um, um es denken zu lassen, dass es ein zweites Wesen wie es gibt. Anschließend lockt er es in eine Falle, in der das Monster nach einigen weiteren Todesfällen verbrennt.
Stella und Peter haben überlebt. Sie werden ein Paar und reisen nun gemeinsam in den Urlaub – in die Berge.

## Produktion
Monster Shark wurde in Florida gedreht. Die Kostüme und Filmbauten stammen von Massimo Antonello Geleng. Die Monster-Shark-Puppe schuf Ovidio Taito.
Monster Shark kam am 7. September 1984 in die italienischen Kinos. In Deutschland erschien der Film 1985 unter dem Titel Monster Shark direkt auf Video und kam im August 2002 auf DVD heraus. In den USA erlangte der Film auch durch eine im August 1998 gezeigte Bearbeitung durch die Comedysendung Mystery Science Theater 3000 Bekanntheit. Sharktopus aus dem Jahr 2010 gilt als freie Neuverfilmung von Monster Shark.

## Synchronisation
| Rolle              | Darsteller        | Synchronsprecher |
| ------------------ | ----------------- | ---------------- |
| Peter              | Michael Sopkiw    | Ulrich Johannson |
| Dr. Stella Dickens | Valentine Monnier | Marina Köhler    |
| Dr. Bob Warner     | Dino Conti        | Manfred Seipold  |
| Dr. Janet Banes    | Darla N. Warner   | Marion Hartmann  |
| Sandra Hayes       | Iris Peynado      | Michaela Amler   |
| Sheriff Gordon     | Gianni Garko      | Michael Cramer   |
| Prof. Donald West  | William Berger    | Herbert Weicker  |
| Dr. Davis Barker   | Lawrence Morgant  | Leon Rainer      |
| Sonja West         | Dagmar Lassander  | Manuela Renard   |

## Kritik
Für den Filmdienst war Monster Shark ein „Abenteuer- und Horrorfilm mit kriminalistischen Elementen, der sein Thema der Verantwortung des Forschers zugunsten einer Inszenierung verschenkt, die auf vordergründige Action setzt.“ „Wer auf italienische, leicht trashige B-Movies steht, wird hier gut bedient“, fasste tierhorror.de zusammen. Für Cinema bot der „genmanipulierte Hai unter Touristen“ nur „Billig-Effekte“.